# THE HillAndon
THE HillAndon（ザ・ヒルアンドン） は2009年に結成されたロックバンド。

## 来歴
2009年、ボーカルとギターの三木康次郎、ベースの平野竣により結成。後にドラムの奥野晃平、ギターの楠木達郎の加入により活動開始。2016年末にドラムの奥野晃平が脱退し、翌年2017年に横地祐知が加入。2020年にドラムが脱退し、以降は3人のバンドとなる。
ドラムはライブごとに奥野晃平・鶴田隼人・高木太郎・吉岡孝・小宮山純平の5人を迎える形態をとっている。

## ディスコグラフィ

### スタジオ・アルバム
- Way Down South Drive（2014）
- Sweet Confusion（2016）
- 意図はない（2019）
- 優しい答え（2021）[3]

### EP
- Summer River（2020）
- HEISEI HIPPIE（2024）

### シングル
- Singin' On The Hill（2021）
- On THE Road Again（2024）※"THE HillAndon with リクオ"名義

### ライブ・アルバム
- HEISEI HIPPIE "The Live"（2024）※収録：2024年6月25日 京都磔磔 ”HEISEI HIPPIE EPリリースライブ”

## Dead Study Club (Grateful Dead トリビュート・ライブ）
Grateful Deadからの影響も公言しており、不定期で”Dead Study Club”と題してGrateful Deadのカバー曲を演奏するライブ・イベントも開催している。
- 第1回目　2023年3月5日＠ハウリンバー
- 第2回目　2023年8月13日＠梅田ムジカジャポニカ
- 第3回目　2024年8月12日＠梅田ムジカジャポニカ
- 第4回目　2025年1月25日＠京都磔磔
- 第5回目　2025年8月11日＠梅田ムジカジャポニカ